# كأس الأمم الإفريقية تحت 20 سنة 2019
كأس الأمم الأفريقية تحت 20 سنة 2019 كانت النسخة الخامسة عشرة من كأس الأمم الأفريقية تحت 20 سنة (النسخة الثانية والعشرون إذا ما تم تضمين المسابقات بدون مضيفين). الدورة الدولية لكرة القدم للشباب التي تنظم كل سنتين، وهي الدورة التي نظمها اتحاد كرة القدم الأفريقي للاعبين من سن 20 سنة فما تحت. في مايو 2015، تقرر أن تستضيف النيجر الدورة.
تأهلت أربعة فرق من هذه الدورة لكأس العالم تحت 20 سنة 2019 في بولندا كممثلين لاتحاد كرة القدم الأفريقي. فازت مالي بلقبها الأول، في حين أن الفرق المؤهلة الأخرى التي احتلت المركز الثاني إلى الرابع كانت السنغال وجنوب أفريقيا ونيجيريا. لم تتمكن المدافعة عن اللقب زامبيا من التأهل.

## التأهل
تم لعب التصفيات بين 30 مارس و12 أغسطس 2018. في نهاية مرحلة التأهيل، انضمت سبعة فرق إلى المضيف النيجر.

### أهلية اللاعبين
اللاعبون الذين ولدوا في 1 يناير 1999 أو فيما بعد مؤهلون للمشاركة في المسابقة.

### الفرق المتأهلة
تأهلت فرق الثمانية التالية للبطولة النهائية.

## الأماكن
لعبت المباريات في مكانين:
| نيامي                    | نيامي مرادي (النيجر)كأس الأمم الإفريقية تحت 20 سنة 2019 (النيجر) | مرادي (النيجر) |
| ملعب الجنرال سيني كونتشي | نيامي مرادي (النيجر)كأس الأمم الإفريقية تحت 20 سنة 2019 (النيجر) | ستاد دي مارادي |
| السعة: 35,000            | نيامي مرادي (النيجر)كأس الأمم الإفريقية تحت 20 سنة 2019 (النيجر) | السعة: 15,000  |
|                          | نيامي مرادي (النيجر)كأس الأمم الإفريقية تحت 20 سنة 2019 (النيجر) |                |

## الفرق
يمكن أن تحتوي كل فرقة على 21 لاعباً كحد أقصى.

## القرعة
عُقد سحب البطولة النهائية في 13 ديسمبر 2018، الساعة 21:00 من توقيت غرب أفريقيا (ت ع م+1)، في مركز تقنية لا فينيفوت الكائن في نيامي. و ُضعت الأفرقة الثمانية في مجموعتين من أربعة أفرقة. وقد تم إدراج النيجر في رأس المجموعة ألف وخصصت للموقع أ1، في حين أن السنغال احتلت رأس المجموعة باء، وخصصت للموقع ب1 (لم تكن زامبيا بطل 2017 مؤهلة). أما الأفرقة الستة المتبقية فقد تم إدراجها على أساس نتائجها في كأس الأمم الأفريقية تحت 20 سنة 2017 (البطولة والتصفيات)، والتي ووجهت إلى أي من المواقع الثلاث المتبقية في كل مجموعة.
| رؤوس المجموعات                                                         | وعاء 1                | وعاء 2                                    |
| ---------------------------------------------------------------------- | --------------------- | ----------------------------------------- |
| - النيجر (المضيف) - السنغال (وصيف كأس الأمم الأفريقية تحت 20 سنة 2017) | - جنوب إفريقيا - مالي | - غانا - نيجيريا - بوركينا فاسو - بوروندي |

## مسؤولي المباريات
تم تعيين ما مجموعه 12 حكما و 12 حكام مساعدين للبطولة.
| الحكام - باسيفيك ندابيهاوينيمانا (بوروندي) - أنطوان إيفا (الكاميرون) - سليمان أحمد جاما (جيبوتي) - أمين محمد أمين محمد عمر (مصر) - بيتر واويرو (كينيا) - بوبو تراوري (مالي) - إمتهاز هيرالال (موريشيوس) - علي محمد موسى (النيجر) - جان كلود إيشيموي (رواندا) - حسن محمد حاجي (الصومال) - كوكو نتالي (توغو) - هيثم قيراط (تونس) | الحكام المساعدين - عبد العزيز يعقوبا (النيجر) - جوسبان لوكنر مالونغا (جمهورية أفريقيا الوسطى) - سمير جمال سعد محمد (مصر) - فيرمينو باسافيم (غينيا بيساو) - ليونيل هاسينجاراسوا (مدغشقر) - فابيان كاوفيليه (موريشيوس) - مصطفى أكركاد (المغرب) - ماثيو كانيانغا (ناميبيا) - عبد العزيز مختار سالي (النيجر) - حمزة هاجي عبدي (الصومال) - ديك أوكيلو (أوغندا) - صامويل تميسغين أتانغو (إثيوبيا) |

## وصلات خارجية
- 21st Edition بطولة توتال كأس الأمم الأفريقية تحت 20 سنة بالنيجر, CAFonline.com